# 加藤幸子 (ラグビー選手)
加藤 幸子（かとう さちこ、2000年2月19日 - ）は、日本の女子ラグビーユニオン選手。

## プロフィール
- 愛知県出身[1]。
- ポジションはプロップ(PR)。
- 身長 165cm、体重 83kg
- 女子日本代表キャップ数は14(2022年11月現在)。

## 略歴
小学校からラグビーを始めた。
2017年7月8日に行われたアジア選手権香港戦にて途中出場で女子日本代表初キャップを獲得した。
2018年、春日丘高校卒業後、早稲田大学に入る。
2020年、エクセター・チーフスに加入。
2022年、早稲田大学卒業。同年9月、ラグビーワールドカップ2021の女子日本代表に選ばれた。